# St. Albertus Magnus (Paris)

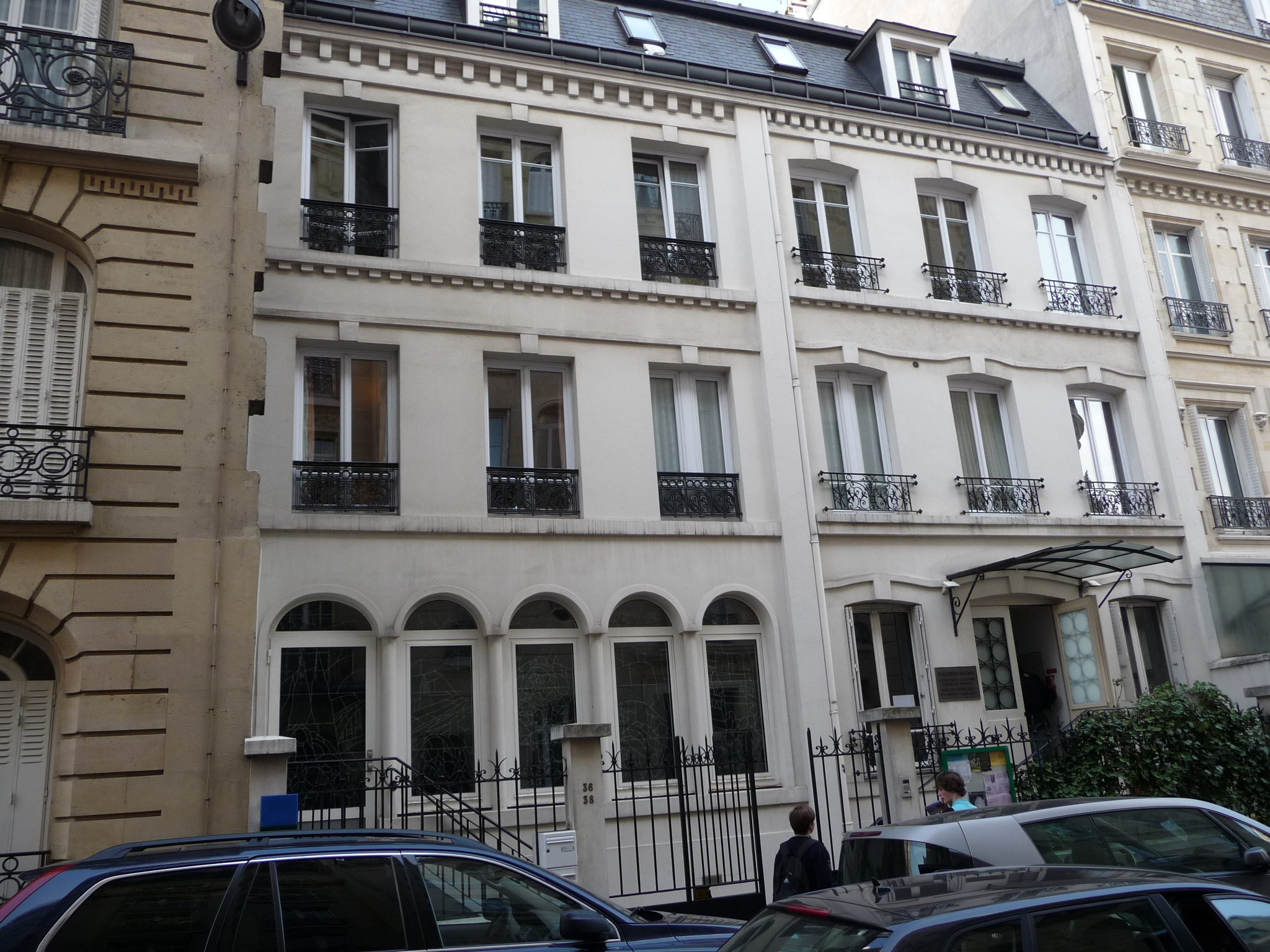
Gotteshaus

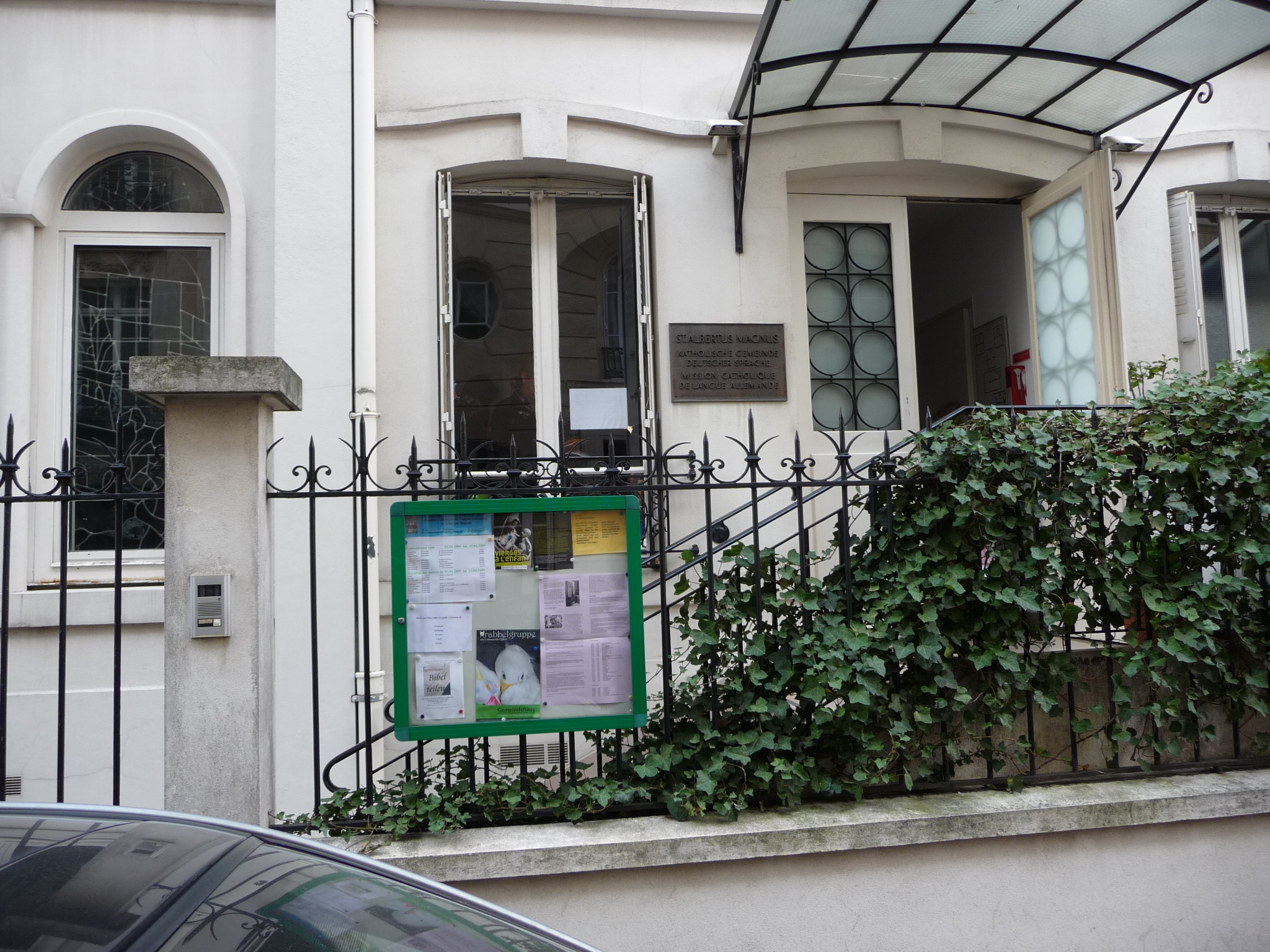
Eingang des Gotteshauses

Die katholische Gemeinde deutscher Sprache St. Albertus Magnus hat ihr Gotteshaus in Paris, in der Rue Spontini Nr. 38, im 16. Arrondissement. Sie ist eine Gemeinde, in der vornehmlich Christen aus Deutschland, Österreich und der Schweiz zusammenkommen. Das Gebäude, bestehend aus zwei ursprünglich zu Wohnzwecken konzipierten Bauten, ist als Gotteshaus eher eine „Kapelle“ und unterscheidet sich daher von zahlreichen anderen ausländischen Gemeinden in Paris.

## Gemeinde
Die deutschsprachige Gemeinde St. Albertus Magnus in Paris entspricht in ihrer Struktur und ihren Aufgaben den katholischen Kirchengemeinden in Deutschland. Auch organisatorisch und finanziell gleicht sie weitgehend deutschen Gemeinden, untersteht jedoch, wie alle nicht französischsprachigen katholischen Gemeinden der Stadt, der geistlichen Leitung der Diözese Paris. Personell und materiell wird sie trotz zahlreicher „nichtdeutscher“ Gläubigen – auch französische Katholiken der näheren Umgebung zählen sich zu ihr – von der Bischofskonferenz in Deutschland unterstützt. Diese entsendet den Pfarrer und trägt zum Budget bei und ergänzt dadurch den finanziellen Beitrag der Gemeindemitglieder, denn in Frankreich gibt es, anders als in den genannten drei deutschsprachigen Ländern, keine Kirchensteuer. Ein „Kirchengemeinderat“, bestehend aus zehn alle vier Jahre gewählten Mitgliedern, unterstützt den Pfarrer bei der organisatorischen, finanziellen und geistlichen Leitung. Ein halbjährlich erscheinender „Gemeindebrief“ sowie ein monatlicher (elektronischer) Newsletter („Albertina“) halten die Verbindung zwischen der Gemeinde und ihren Mitgliedern aufrecht. Der Pfarrer erteilt auch katholischen Religionsunterricht an der „Internationalen Deutschen Schule Paris“, Saint-Cloud.
Im Unterschied zu den drei deutschsprachigen Ländern kennzeichnen zwei Besonderheiten die Gemeinde in Paris: eine weite Streuung der Wohnorte der Gemeindemitglieder, die zum großen Teil in den Vororten der Stadt leben – und damit in weiter Entfernung von „ihrer“ Pfarrei, und eine hohe Fluktuation der Gemeindemitglieder – etwa ein Viertel verlässt jedes Jahr Paris – was von der in der Regel aus beruflichen Gründen begrenzten Zeit ihrer im Pariser Raum lebenden Mitglieder herrührt.

## Geschichte
In historischen Dokumenten gibt es Aufzeichnungen, die berichten, dass schon ab 1627 deutschsprachige Seelsorge in Paris stattfand. Bedeutend wurde diese in der ersten Hälfte des 19. Jahrhunderts, als eine große Anzahl Deutscher aus wirtschaftlichen Gründen auswanderte und u. a. in Paris als Handwerker, Arbeiter und Müllwerker Arbeit fand. So zählte man im Jahr 1853 nach amtlichen Dokumenten etwa 100.000 Deutsche, weit mehr als heute. Seelsorger begleiteten in diesen Jahren ihre oft in schlechten sozialen Verhältnissen lebenden Landsleute.
1837 wird offiziell die „Mission Catholique de Langue Allemande“, die „Katholische Gemeinde deutscher Sprache“, gegründet und der Jesuitenpater Joseph Chable als ihr Leiter bestimmt. Die Arbeiter und Handwerker bauten, wie überliefert ist, „mit eigenen Händen und vom Munde abgesparten Geld“ ihre Kirche, „St. Joseph des Allemands“, in der Rue Lafayette, im 10. Arrondissement der Stadt gelegen. Nach dem Ersten Weltkrieg wurde die deutsche Gemeinde aufgelöst und die Kirche Zentrum der französischen Gemeinde Saint-Joseph-Artisan (St. Joseph der Handwerker). Die französische Politik der Trennung von Kirche und Staat zu Beginn des 20. Jahrhunderts (Gesetz über die „Laïcité“ 1905) sowie der Erste Weltkrieg und seine Folgen brachten schwierige Zeiten für die kirchliche Arbeit. Zu Beginn der 1920er Jahre wurde die Gemeinde wesentlich verkleinert in der Rue Lhomond wiedergegründet.
Die Zeit des Zweiten Weltkrieges war eine außerordentlich bewegte Periode für die deutschsprachige katholische Seelsorge in Paris und durch den charismatischen Seelsorger Franz Stock gekennzeichnet. Im Anschluss an seine Seelsorgetätigkeit seit 1934 wurde er nach der Besetzung Frankreichs 1940 wieder zum Seelsorger der deutschen Katholiken in Paris ernannt, betreute aber aus eigenem Engagement auch die in den Pariser Wehrmachtgefängnissen inhaftierten und z. T. zum Tode verurteilten französischen Gefangenen der Résistance. Überliefert sind Zeugnisse seiner Menschlichkeit und der Zuwendung zu den Verurteilten und ihren Familien. Nach Kriegsende wandte er sich den deutschen Kriegsgefangenen in der Pariser Umgebung zu und wurde Regens des von 1945 bis 1947 bestehenden „Priesterseminar hinter Stacheldraht“ in Le coudray bei Chartres. Seit 1963 ruhen seine sterblichen Überreste in der Kirche Saint-Jean-Baptiste in Rechêvre bei Chartres. In Frankreich halten seither Franzosen und in Deutschland Deutsche die Erinnerung an Franz Stock in Freundeskreisen wach.
Im Jahre 1953 konnte eine eigenständige deutschsprachige katholische Seelsorge in Paris wieder aufgenommen werden. 1957 erwarb die Deutsche Bischofskonferenz ein Wohnhaus in der rue Spontini im 16. Arrondissement der Stadt (der heutigen Anschrift) und ließ es zu einem kleinen Gemeindehaus mit Kapelle umbauen. 1994 wurde das angrenzende Haus erworben und beide wurden bis 1996 zu einer erweiterten Kapelle mit mehreren Gemeinderäumen ausgebaut. Nach Beendigung der Umbauarbeiten schuf der deutsche Priester und Maler Sieger Köder für die Kapelle ein Altarbild und mehrere Fenster, die die Geschichte der deutschsprachigen katholischen Seelsorge in Paris und darüber hinaus die deutsch-französische Geschichte in Erinnerung rufen sollen.